# Tréhet
Tréhet település Franciaországban, Loir-et-Cher megyében. Lakosainak száma 109 fő (2018. január 1.). Tréhet Couture-sur-Loir, Villedieu-le-Château, La Chartre-sur-le-Loir, Poncé-sur-le-Loir és Ruillé-sur-Loir községekkel határos.

## Népesség
A település népessége az elmúlt években az alábbi módon változott:
| Lakosok száma | 163  | 168  | 141  | 123  | 102  | 111  | 112  | 112  | 111  | 109  |
|               | 1968 | 1975 | 1982 | 1999 | 2006 | 2011 | 2013 | 2016 | 2017 | 2018 |